# Karan Brar
Karan Brar (Redmond, Washington, 18 de enero de 1999) es un actor y director estadounidense conocido principalmente por su papel como Chirag Gupta en Diary of a Wimpy Kid y Diary of a Wimpy Kid 2: Rodrick Rules, así como su papel de Ravi Ross en la serie original de Disney Channel, Jessie.

## Biografía

### Primeros años
Nació el 18 de enero de 1999, en Redmond, Washington, y es de ascendencia india y de Asia del Sur. Se crio en Seattle, Washington y tiene una hermana mayor. Brar asistió a Cedar Wood Elementary School y estudió actuación en John Robert Powers y en los talleres Patti Kalles.

### Carrera profesional
Brar comenzó su carrera actoral a la edad de 11 años, interpretando al estudiante de instituto indio Chirag Gupta en el largometraje cómico Diary of a Wimpy Kid. Nacido y criado en los Estados Unidos, Brar habla naturalmente con acento estadounidense y trabajó con un profesor de dialecto para perfeccionar su acento indio para el papel. En abril de 2010, apareció en la campaña publicitaria de Seeds of Compassion anunciando la visita del Dalái lama a Seattle, así como apareció en comerciales para Shell Oil Company y Committee for Children.
En marzo de 2011, Brar repitió su papel como Chirag Gupta en la secuela Diary of a Wimpy Kid 2: Rodrick Rules. En octubre de 2011, fue confirmado que también repetiría su papel como Chirag para la tercera entrega de la franquicia de Greg, Diary of a Wimpy Kid 3: Dog Days, estrenada el 3 de agosto de 2012. En septiembre de 2011, Brar obtuvo el papel del hijo adoptivo indio de 10 años Ravi Ross en la serie de comedia de Disney Channel Jessie.

## Vida personal
Vive en el área de Los Ángeles con sus padres y su hermana mayor. Habla con fluidez Inglés y punyabí. Cuando no está ocupado trabajando, Brar hace patinaje artístico, patinaje, natación, baila hip-hop y juega al Nintendo Wii. Antes de mudarse a dicha ciudad, Brar era voluntario en su iglesia local en el área de Bothell-Seattle.
Brar decidió revelar, en 2023, su bisexualidad en un sincero ensayo para Teen Vogue.

## Filmografía

### Televisión
| Año       | Título                       | Personaje       | Notas                                          |
| --------- | ---------------------------- | --------------- | ---------------------------------------------- |
| 2011–2015 | Jessie                       | Ravi Ross       | Papel principal                                |
| 2013      | Par de reyes                 | Tito            | Episodio: "I Know What You Last Sunday"        |
| 2013-2018 | Princesa Sofía               | Príncipe Zandar | Voz, 4 episodios                               |
| 2013-2015 | Teens Wanna Know             | Él mismo        | 3 episodios                                    |
| 2013-2014 | Pasa el Plato                | Él mismo        | 11 episodios                                   |
| 2014      | Lab Rats                     | Kal Zar         | 1 episodio (Temp. 3)                           |
| 2014      | Chasing LA                   | Él mismo        | 1 episodio                                     |
| 2014      | Storyline Online             | Él mismo        | 1 episodio                                     |
| 2014      | Ultimate Spider-Man          | Ravi Ross       | Voz, episodio: "Halloween Night at the Museum" |
| 2015-2018 | Bunk'd                       | Ravi Ross       | Papel principal (Temp. 1-3)                    |
| 2016      | The Night Shift              | Omed            | Episodio: "The Thing With Feathers"            |
| 2018      | Youth & Consequences         | Dipankar Gosh   | Papel recurrente                               |
| 2018      | Champions                    | Arjun           | 1 episodio                                     |
| 2019      | Schooled                     | Reza Alavi      | Episodio: There’s No Fighting in Fight Club    |
| 2019      | Epic Night                   | Lillis          | 4 episodios                                    |
| 2019      | Cleopatra in Space           | Gozi            | Voz                                            |
| 2020      | Mira, la detective del reino | Príncipe Veer   | Voz, papel principal                           |
| 2023      | Family Guy                   | Chase           | Voz, episodio: "Vat Man and Rob 'Em"           |

### Películas
| Año  | Título                                | Personaje          | Notas               |
| ---- | ------------------------------------- | ------------------ | ------------------- |
| 2010 | Diary of a Wimpy Kid                  | Matilda            | Jojo siwa           |
| 2011 | Diary of a Wimpy Kid 2: Rodrick Rules | Matilda            |                     |
| 2012 | Diary of a Wimpy Kid 3: Dog Days      | Matilda            |                     |
| 2012 | Chilly Christmas                      | Caps               | Directo a video     |
| 2014 | Las aventuras de Peabody y Sherman    | Mason              |                     |
| 2015 | Mi hermana invisible                  | George             |                     |
| 2018 | 'Pacific Rim: Uprising'               | Cadet Suresh       |                     |
| 2020 | Stargirl                              | Kevin              |                     |
| 2020 | The F**k-It List                      | Nico Gomes         |                     |
| 2020 | The Argument                          | Actor Brett        |                     |
| 2020 | El Halloween de Hubie                 | Demi Mike          | Película de Netflix |
| 2023 | Batman: The Doom That Came to Gotham  | Sanjay "Jay" Tawde | Voz                 |

## Premios y nominaciones
| Año  | Premio             | Categoría | Personaje    | Trabajo              | Resultado | Ref.  |
| ---- | ------------------ | --- | ------------ | -------------------- | --------- | ----- |
| 2013 | Young Artist Award | Best Performance in a TV Series - Supporting Young Actor | Ravi Ross    | Jessie               | Nominado  | [ 6 ] |
| 2012 | Young Artist Award | Best Performance in a TV Series - Supporting Young Actor | Ravi Ross    | Jessie               | Ganador   | [ 6 ] |
| 2011 | Young Artist Award | Best Performance in a Feature Film Young Ensemble Cast (con Zachary Gordon, Robert Capron, Devon Bostick, Alex Ferris, Chloe Moretz, Laine MacNeil y Grayson Russell) | Chirag Gupta | Diary of a Wimpy Kid | Ganador   | [ 7 ] |